# شیمی معدنی

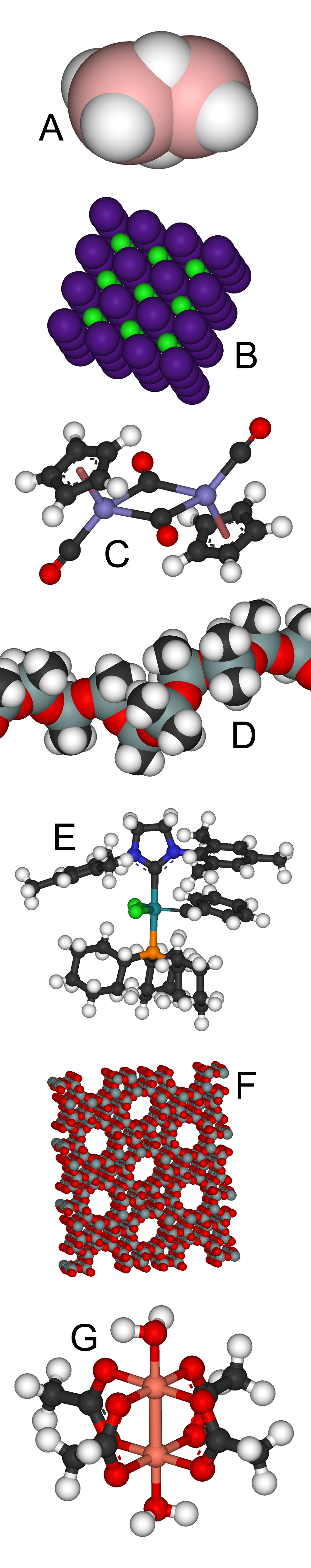
Inorganic compounds show rich variety:
A: دی‌بوران features unusual bonding
B: سزیم کلرید has an archetypal ساختار بلوری
C: سیکاوپنتادینی لیرون دیکربونیل دیمر is an شیمی آلی فلزی complex
D: پلی‌دی‌متیل‌سیلوکسان's uses range from درون‌کاشت پستانs to Silly Putty
E: کاتالیزور گروبز won the جایزه نوبل شیمی for رابرت گرابز
F: زئولیتs find extensive use as غربال مولکولیs
G: استات مس (II) surprised شیمی نظری with its دیامغناطیس

شیمی معدنی، (به انگلیسی: Inorganic chemistry) شاخه‌ای از دانش شیمی است که با کانی‌ها (مواد معدنی) و خواص آن‌ها سروکار دارد. شیمی معدنی شاخه بزرگی از علم شیمی است، که به‌طور کلی شامل بررسی، تحلیل و تفسیر نظریه‌های خواص و واکنشهای تمام عناصر و ترکیبات آن‌ها بجز هیدروکربنها و اغلب مشتقات آنهاست. به عبارت دیگر می‌توان چنین اظهار نظر کرد که شیمی معدنی کلیه موادی که از جمله ترکیبات کربن نباشند، به استثنای اکسیدهای کربن و کربن دی‌سولفید را دربر می‌گیرد.

## نگاه کلی
در شیمی معدنی در مورد گستره وسیعی از موضوعات از جمله: ساختار اتمی، بلورنگاری (کریستالوگرافی)، انواع پیوندهای شیمیایی اعم از پیوندهای کووالانسی، یونی، هیدروژنی و ...، ترکیبهای کئوردیناسیون و نظریه‌های مربوط، از جمله نظریه میدان بلور و نظریه اوربیتال مولکولی، واکنشهای اسید و باز، سرامیکها، تقارن مولکولی و انواع بخش‌های زیرطبقه الکتروشیمی (برقکافت، باتری، خوردگی، نیمه رسانایی و غیره) بحث می‌شود.
در باب اهمیت شیمی معدنی، ساندرسن چنین نوشته است:
در واقع بیشترین مباحث علم شیمی را دانش اتمها تشکیل می‌دهد و کلیه خواص مواد و ترکیبات، به ناچار ناشی از نوع اتمها و روشی است که با توجه به آن، اتمها به یکدیگر می‌پیوندند و مجموعه تشکیل می‌دهند و از طرف دیگر کلیه تغییرات شیمیایی متضمن بازآرایی اتم ها است. در این حال شیمی معدنی تنها بخشی از علم شیمی است، که با توجه به آن می‌توان به صورتی ویژه، در باب مغایرتهای موجود در میان کلیه انواع اتمها بررسی نمود.

## طبقه‌بندی مواد معدنی
در یک مفهوم گسترده، مواد معدنی را می‌توان در چهار طبقه تقسیم بندی نمود: عناصر، ترکیبات یونی، ترکیبات مولکولی و جامدات شبکه‌ای یا بسپارها.
عناصر: عناصر دارای ساختارها و خواص بسیار متفاوت هستند. بنابراین می‌توانند به یکی از صورتهای زیر باشند:
گازهای اتمی (Kr , Ar) یا گازهای مولکولی (O2 , H2)
جامدات مولکولی (C6 , S8 , P4)
مولکولها یا جامدات شبکه‌ای گسترش یافته (الماس، گرافیت)
فلزات جامد (Co , W) یا مایع (Hg , Ca)
ترکیبات یونی: این ترکیبات در دما و فشار استاندارد معمولاً جامدند و عبارت‌اند از:
ترکیبات یونی ساده، مانند NaCl که در آب یا دیگر حلالهای قطبی محلول‌اند.
اکسیدهای یونی که در آب غیر محلول‌اند، مانند کلسیم اکسید (CaO) و اکسیدهای مختلط همچون اسپنیل (
MgAl2O4)، سیلیکاتهای مختلف مانند CaMg(SiO3)2 و ...
دیگر هالیدهای دوتایی، کاربیدها، سولفیدها و مواد مشابه. چند مثال عبارتست از: BN , GaAs , SiC , AgCl.
ترکیباتی که دارای یونهای چند اتمی (به اصطلاح کمپلکس) هستند، همچون Ni(H2O)62+ , Co(NH3)63+ , SiF62- .
ترکیبات مولکولی: این ترکیبات ممکن است جامد، مایع یا گاز باشند و مثالهای زیر را دربر می‌گیرند:
ترکیبا دوتایی ساده همچون UF6 , OsO4 , SO2 , PF3 .
ترکیبات پیچیده فلزدار همچون RuH(CO2Me)(PPh3)3 , PtCl2(PMe3)2 .
ترکیبات آلی فلزی که مشخصاً پیوندهای فلز به کربن دارند، مانند Zr(Cn2C6H5)4 , Ni(CO)4 .
جامدات شبکه‌ای یا بسپارها: نمونه‌های این مواد شامل بسپارهای متعدد و متنوع معدنی و ابررساناها است. فرمول نمونه‌ای از ترکیبات اخیر YBa2Cu3O7 است.

## ساختارهای مواد معدنی
ساختار بسیاری از مواد آلی از چهار وجهی مشتق می‌شود. فراوانی آن‌ها به این دلیل است که در مواد آلی ساده، بیشترین ظرفیت کربن و همچون بیشتر عناصر دیگری (به استثنای هیدروژن) که معمولاً به کربن پیوند می‌شوند، چهار است. اما اجسام معدنی وضعیت ساختاری بسیار پیچیده‌ای دارند، زیرا اتمها ممکن است خیلی بیشتر از چهار پیوند تشکیل دهند. بنابراین، در مواد معدنی اینکه اتمها پنج، شش، هفت، هشت و تعداد بیشتری پیوند تشکیل دهند، امری عادی است. پس تنوع شکل هندسی در مواد معدنی خیلی بیشتر از مواد آلی است.
ساختار مواد معدنی اغلب بر اساس تعدادی از دو وجهی‌های با نظم کمتر، نظیر دو هرمی با قاعده مثلث، منشور سه ضلعی و غیره و همچنین بر اساس شکلهای باز چند وجیهای منتظم یا غیر منتظم که در آن‌ها یک یا چند راس حذف شده است، نیز مشاهده می‌شود.

## انواع واکنشهای مواد معدنی
در بیشتر واکنشهای آلی می‌توانیم در مورد مکانیسمی که واکنش از طریق آن انجام می‌شود، بحث و بررسی کنیم، در صورتی که برای بسیاری از واکنشهای معدنی فهم دقیق مکانیسم غیرممکن یا غیرضروری است.

## رابطه شیمی فیزیک و شیمی معدنی
در توجیه موجودیت مواد معدنی و در توصیف رفتار آنها، به استفاده از جنبه‌های خاصی از شیمی فیزیک، بخصوص ترمودینامیک، ساختارهای الکترونی اتمها، نظریه‌های تشکیل پیوند در مولکولها، سینتیک واکنش و خواص فیزیکی مواد نیاز داریم. بنابراین با استفاده از شیمی فیزیک می‌توان به ساختار اتمی و مولکولی، تشکیل پیوند شیمیایی و دیگر اصول لازم برای درک ساختار و خواص مواد معدنی پرداخت.